# West Columbia (Karolina Południowa)
West Columbia – miasto w Stanach Zjednoczonych, w stanie Karolina Południowa, w hrabstwie Lexington.